# Badminton op de Europese Spelen 2015 - Gemengd dubbelspel
Gemixt dubbelspel was een van de onderdelen die op de Europese Spelen 2015 onder het evenement Badminton werden gespeeld. Het onderdeel vond plaats in de Baku Sports Hall en duurde van 22 t/m 28 juni.

## Programma
| Startijd      | Evenement     |
| ------------- | ------------- |
| 22 juni 9:00  | Pool dag 1    |
| 23 juni 9:00  | Pool dag 2    |
| 25 juni 9:00  | Pool dag 3    |
| 26 juni 10:00 | Kwartfinales  |
| 27 juni 10:00 | Halve finales |
| 28 juni 14:00 | Finale        |

## Resultaten

### Voorronde

#### Groep A
| Positie | Team                                   | Gspld | W | V | GV | GT | DS | Notitie |
| ------- | -------------------------------------- | ----- | - | - | -- | -- | -- | ------- |
| 1.      | Sam Magee en Chloe Magee               | 3     | 3 | 0 | 6  | 1  | +5 | Q       |
| 2.      | Jakub Bitman en Alzbeta Basova         | 3     | 2 | 1 | 5  | 2  | +3 | Q       |
| 3.      | Povilas Bartusis en Vytaute Fomkinaite | 3     | 1 | 2 | 2  | 4  | -2 |         |
| 4.      | Samuel Cali en Fiorella Marie Sadowski | 0     | 0 | 3 | 0  | 6  | -6 |         |

#### Groep B
| Positie | Team                              | Gspld | W | V | GV | GT | DS | Notitie |
| ------- | --------------------------------- | ----- | - | - | -- | -- | -- | ------- |
| 1.      | Vitalij Durkin en Nina Vislova    | 3     | 3 | 0 | 6  | 0  | +6 | Q       |
| 2.      | Pawel Pietryja en Aneta Wotkowska | 3     | 2 | 1 | 4  | 2  | +2 | Q       |
| 3.      | Oliver Schaller en Celine Burkart | 3     | 1 | 2 | 2  | 5  | -3 |         |
| 4.      | Floris Oleffe en Steffi Annys     | 3     | 0 | 3 | 1  | 6  | -5 |         |

#### Groep C
| Positie | Team                                  | Gspld | W | V | GV | GT | DS | Notitie |
| ------- | ------------------------------------- | ----- | - | - | -- | -- | -- | ------- |
| 1.      | Niclas Nøhr en Sara Thygesen          | 3     | 3 | 0 | 6  | 1  | +5 | Q       |
| 2.      | Gennadiy Natarov en Yuliya Kazarinova | 3     | 2 | 1 | 5  | 3  | +2 | Q       |
| 3.      | Melih Turgut en Fatma Nur Yavuz       | 3     | 1 | 2 | 3  | 4  | -1 |         |
| 4.      | Primoz Flis en Kaja Stankovic         | 3     | 0 | 3 | 0  | 6  | -6 |         |

#### Groep D
| Positie | Team                                   | Gspld | W | V | GV | GT | DS | Notitie |
| ------- | -------------------------------------- | ----- | - | - | -- | -- | -- | ------- |
| 1.      | Gaetan Mittelheiser en Audrey Fontaine | 3     | 3 | 0 | 6  | 0  | +6 | Q       |
| 2.      | Raphael Beck en Kira Kattenbeck        | 3     | 2 | 1 | 4  | 2  | +2 | Q       |
| 3.      | Gergely Krausz en Fatma Laura Sarosi   | 3     | 1 | 2 | 2  | 4  | -2 |         |
| 4.      | Petros Tentas en Irini Tenta           | 3     | 0 | 3 | 0  | 6  | -6 |         |